# مارينا (ممثلة)
مارينا (بالبولندية: Marina Łuczenko-Szczęsna)‏ هي ممثلة بولندية، ولدت في 3 يوليو 1989 في فينيتسا في أوكرانيا.

## وصلات خارجية
- الموقع الرسمي
- مارينا على موقع IMDb (الإنجليزية)
- مارينا على موقع ميوزك برينز (الإنجليزية)
- مارينا على موقع ميوزك برينز (الإنجليزية)
- مارينا على موقع ديسكوغز (الإنجليزية)